# العلاقات السويدية النيبالية
العلاقات السويدية النيبالية هي العلاقات الثنائية التي تجمع بين السويد ونيبال.

## مقارنة بين البلدين
هذه مقارنة عامة ومرجعية للدولتين:
| وجه المقارنة                                              | السويد                                                                               | نيبال                             |
| --------------------------------------------------------- | ------------------------------------------------------------------------------------ | --------------------------------- |
| المساحة (كم2)                                             | 450.30 ألف                                                                           | 147.18 ألف                        |
| عدد السكان (نسمة)                                         | 10.16 مليون                                                                          | 29.40 مليون                       |
| الكثافة السكانية (ن./كم²)                                 | 22.56                                                                                | 199.76                            |
| العاصمة                                                   | ستوكهولم                                                                             | كاتماندو                          |
| اللغة الرسمية                                             | اللغة السويدية، لغات السامي، اللغة الفنلندية، منكيلي، اللغة الرومنية، اللغة اليديشية | اللغة النيبالية                   |
| العملة                                                    | كرونة سويدية                                                                         | روبية نيبالية                     |
| الناتج المحلي الإجمالي (بليون دولار)                      | 538.04 مليار                                                                         | 24.47 مليار                       |
| الناتج المحلي الإجمالي (تعادل القوة الشرائية) بليون دولار | 469.01 مليار                                                                         | 70.20 مليار                       |
| الناتج المحلي الإجمالي الاسمي للفرد دولار أمريكي          | 50.58 ألف                                                                            | 743                               |
| الناتج المحلي الإجمالي للفرد دولار أمريكي                 | 45.30 ألف                                                                            | 2.37 ألف                          |
| مؤشر التنمية البشرية                                      | 0.907                                                                                | 0.548                             |
| رمز المكالمات الدولي                                      | +46                                                                                  | +977                              |
| رمز الإنترنت                                              | .se                                                                                  | .np                               |
| المنطقة الزمنية                                           | توقيت وسط أوروبا، ت ع م+01:00، ت ع م+02:00، أوروبا/ستوكهولم ‏                         | UTC+05:45، التوقيت الموحد لنيبال ‏ |

## منظمات دولية مشتركة
يشترك البلدان في عضوية مجموعة من المنظمات الدولية، منها:
| علم المنظمة | اسم المنظمة                               | تاريخ انضمام السويد | تاريخ انضمام نيبال |
| ----------- | ----------------------------------------- | ------------------- | ------------------ |
|             | مؤسسة التنمية الدولية                     | 24 سبتمبر 1960      | 6 مارس 1963        |
|             | يونسكو                                    | 23 يناير 1950       | 1 مايو 1953        |
|             | مؤسسة التمويل الدولية                     | 20 يوليو 1956       | 7 يناير 1966       |
|             | منظمة حظر الأسلحة الكيميائية              | ?                   | ?                  |
|             | الأمم المتحدة                             | 19 نوفمبر 1946      | 14 ديسمبر 1955     |
|             | منظمة الشرطة الجنائية الدولية             | ?                   | ?                  |
|             | البنك الدولي للإنشاء والتعمير             | 31 أغسطس 1951       | 6 سبتمبر 1961      |
|             | الاتحاد البريدي العالمي                   | ?                   | ?                  |
|             | المركز الدولي لتسوية المنازعات الاستشارية | 28 يناير 1967       | 6 فبراير 1969      |
|             | وكالة ضمان الاستثمار متعدد الأطراف        | 12 أبريل 1988       | 9 فبراير 1994      |
|             | بنك التنمية الآسيوي                       | 1966                | 1966               |
|             | منظمة التجارة العالمية                    | 1995                | ?                  |
|             | الفريق المعني برصد الأرض                  | ?                   | ?                  |

## أعلام
هذه قائمة لبعض الشخصيات التي تربطها علاقات بالبلدين:
- أولفا ميرال (31 يناير 1902[17][18][19] – 1 فبراير 1986[20][21][22])

## وصلات خارجية
- موقع وزارة الخارجية السويدية
- موقع وزارة الخارجية النيبالية